# 圣尼古拉-德皮埃尔蓬
圣尼古拉-德皮埃尔蓬（法語：Saint-Nicolas-de-Pierrepont，法語發音：[sɛ̃ nikɔla də pjɛʁpɔ̃]）是法国芒什省的一个市镇，属于库唐斯区。

## 地理
圣尼古拉-德皮埃尔蓬（49°19'24"N, 1°35'14"W）面积8.13 平方千米，位于法国诺曼底大区芒什省，该省份为法国西北部沿海省份，西、北、东北三面环大西洋，东起顺时针与卡爾瓦多斯省、奧恩省、马耶讷省和伊勒-维莱讷省接壤。
与圣尼古拉-德皮埃尔蓬接壤的市镇（或旧市镇、城区）包括：多维尔、圣索沃尔-德皮埃尔蓬、拉艾。

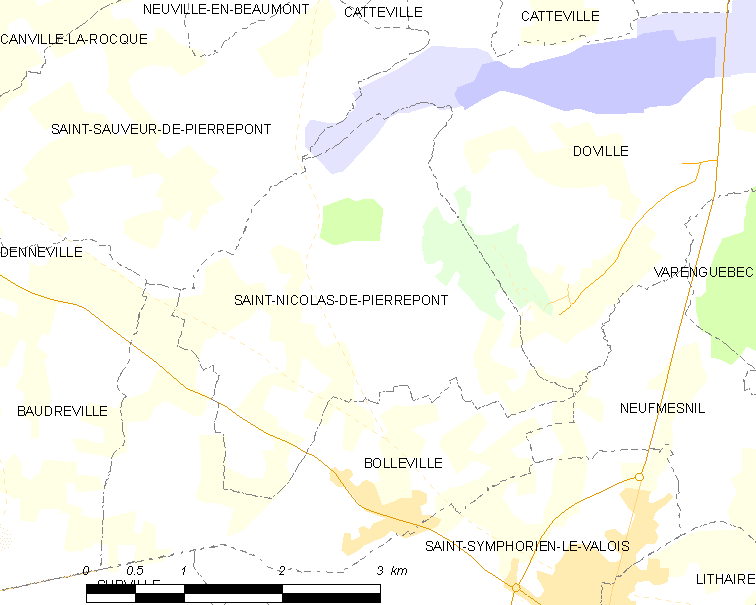
圣尼古拉-德皮埃尔蓬的OSM定位图

圣尼古拉-德皮埃尔蓬的时区为UTC+01:00、UTC+02:00（夏令时）。

## 行政
圣尼古拉-德皮埃尔蓬的邮政编码为50250，INSEE市镇编码为50528。

## 政治
圣尼古拉-德皮埃尔蓬所属的省级选区为克雷昂斯县。

## 人口

1962-2008年间圣尼古拉-德皮埃尔蓬人口变化图示

圣尼古拉-德皮埃尔蓬于2022年1月1日时的人口数量为299人。